# Hochtcha
Hochtcha (en ukrainien et en russe : Гоща ; en polonais : Hoszcza) est une commune urbaine de l'oblast de Rivne, en Ukraine, et le centre administratif du raïon de Hochtcha. Sa population s'élevait à 5 400 habitants.

## Géographie
Hochtcha est arrosée par la rivière Horyn. Elle est située à 28 km — 33 km par la route — à l'est de Rivne.

## Histoire
La première mention de Hochtcha remonte à l'année 1152. Au XIVe siècle, la localité appartenait à la famille Kirdey, qui y fit ériger un château. Dans des documents de la seconde moitié du XVIe siècle, Hochtcha est mentionnée comme étant une ville. 
Les symboles modernes de Hochtcha furent adoptées en 1997.

## Population
Recensements ou estimations de la population :
| 1959* | 1970* | 1979* | 1989* | 2001* | 2011  |
| ----- | ----- | ----- | ----- | ----- | ----- |
| 2 447 | 3 658 | 4 464 | 5 450 | 5 280 | 5 360 |

| 2012  | 2013  | 2014  | 2015  | 2016  | 2017  |
| ----- | ----- | ----- | ----- | ----- | ----- |
| 5 361 | 5 369 | 5 393 | 5 403 | 5 365 | 5 353 |

| 2018  | 2019  | 2020  | 2021  | - | - |
| ----- | ----- | ----- | ----- | - | - |
| 5 330 | 5 343 | 5 319 | 5 300 | - | - |